# Javier Medina Lozano
Francisco Javier Medina Lozano (Guadalajara, Jalisco, México; 28 de febrero de 1997), es un futbolista mexicano. Juega como defensa en el Acatlán FC de la Serie A de México.

## Trayectoria
Originario de Guadalajara, Jalisco y formado en las fuerzas básicas del Club Deportivo Guadalajara; donde tuvo buen desempeño en la cantera lo que le valió la oportunidad de formar parte del Atlético San Luis; equipo donde formó parte de las inferiores.

### Tepatitlán FC
Para el año 2016 formó parte del equipo de Tepatitlán FC, equipo que era filial de la escuadra potosina;  con los Alteños debutó y formó parte en varias etapas y divisiones; en dicha escuadra logró el título de liga de la Segunda División y el Campeonato de Ascenso de la temporada 2017-2018 a la Liga de Ascenso MX.

### Atlético San Luis
El 29 de septiembre de 2018, jugo con Atlético San Luis, ante Tampico Madero, en el torneo apertura 2018; con la escuadra potosina jugo varios partidos de Liga de Ascenso MX y Copa MX.
Donde tuvo una participación regular donde disputó juegos de la Liga de Ascenso MX y Copa MX, lo que le dio la oportunidad de jugar en el Viejo Continente con el Salamanca UDS.

### Salamanca UDS
El 30 de marzo de 2019, firma con el Salamanca UDS de la Segunda División B de España.

### Tepatitlán FC (Segunda Etapa)
Después de un paso regular en la liga de España, regresa a la escuadra alteña, ahora el la Liga de Expansión MX; donde consigue el doblete con el campeonato de liga y el Campeón de Campeones de la temporada 2020-2021.

## Palmarés

### Campeonatos nacionales
| Título                     | Equipo         | País   | Año       |
| -------------------------- | -------------- | ------ | --------- |
| Segunda División           | Tepatitlán F.C | México | 2017      |
| Segunda División (Ascenso) | Tepatitlán F.C | México | 2017-18   |
| Liga de Expansión MX       | Tepatitlán F.C | México | 2021      |
| Campeón de Campeones       | Tepatitlán F.C | México | 2020-2021 |